# Serra de’ Conti
Serra de’ Conti – miejscowość i gmina we Włoszech, w regionie Marche, w prowincji Ankona.
Według danych na styczeń 2010 gminę zamieszkiwało 3678 osób przy gęstości zaludnienia 150,1 os./1 km².